# Quba-moskee
De Quba-moskee (Arabisch: مسجد قباء, Masjid al-Quba) ligt in Medina in Saoedi-Arabië. De moskee is de eerste moskee die ooit werd gebouwd. De eerste stenen zouden nog persoonlijk door de profeet Mohammed gelegd zijn. In die tijd was Quba nog een dorpje niet ver van Medina (het toenmalige Yathrib). De moskee werd gebouwd vlak na de hidjra van Mohammed van Mekka naar Medina. 
Volgens sommige moslims is het bidden van 2 ra'kaat in de Quba-moskee in beloning gelijk aan het maken van een oemrah. Veel pelgrims komen tijdens hun bedevaart dan ook in de Quba-moskee bidden.